# Club Athletico Paulistano (pallacanestro)
Club Athletico Paulistano è la squadra di pallacanestro della polisportiva omonima avente sede a San Paolo, nello Stato di San Paolo, in Brasile. La squadra, fondata nel 1922, gioca nel campionato brasiliano.